# مظاهرات 22 بهمن

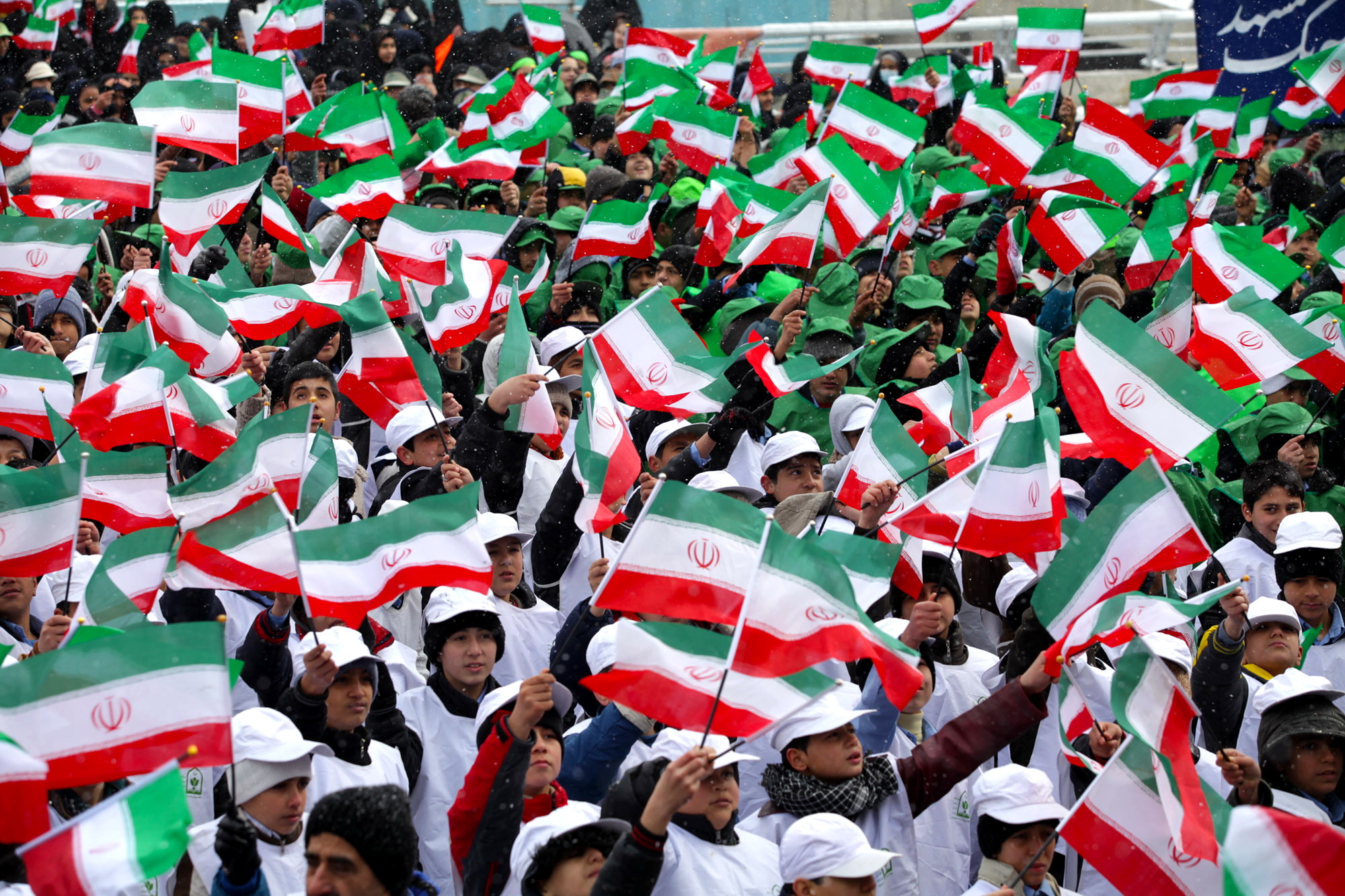
الناس يحتفلون بالذكرى السنوية للثورة في مشهد في عام 2014

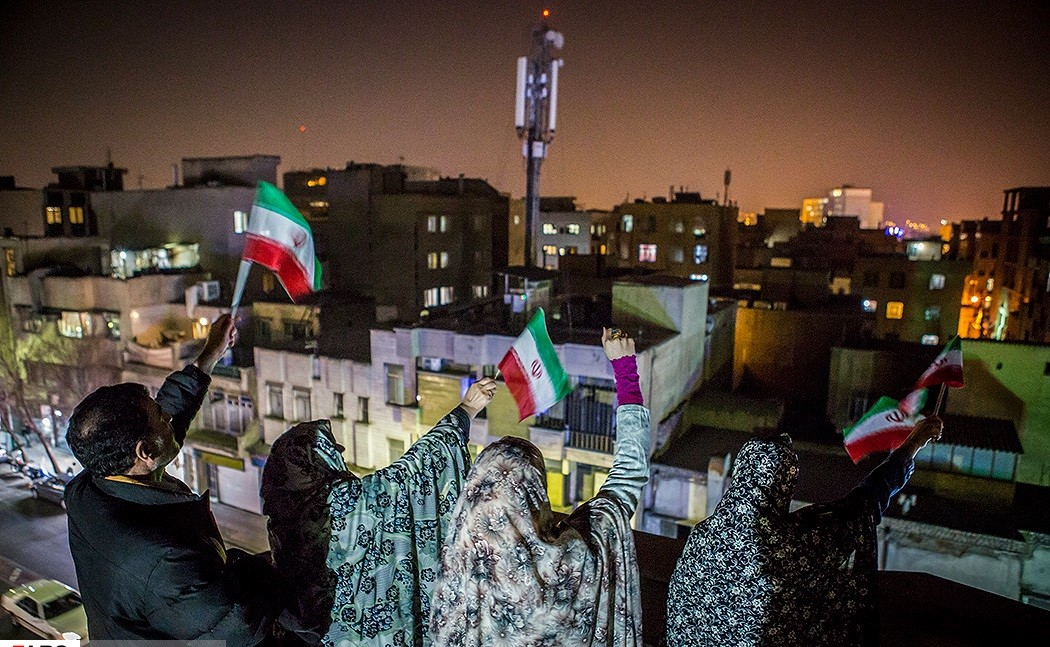
الناس يهتفون الله أكبر على سطح المنازل في طهران - 10 فبراير 2018

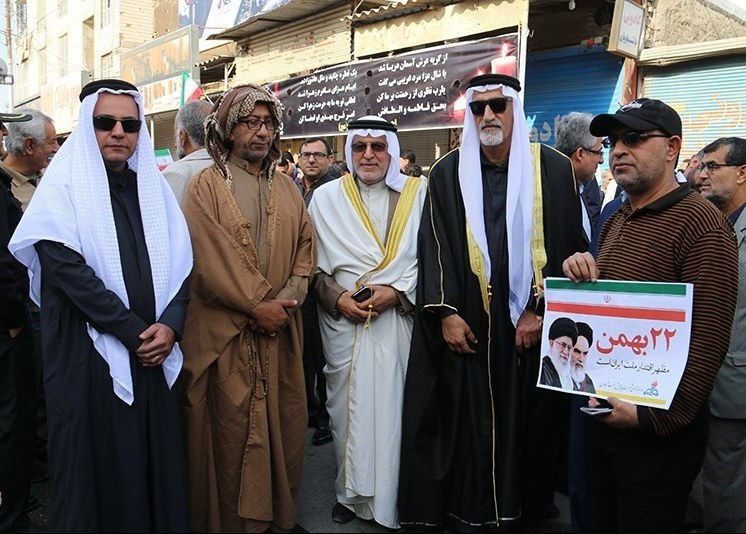
الإيرانيون العرب من مدينة عبادان يشاركون في مسيرات 22 بهمن

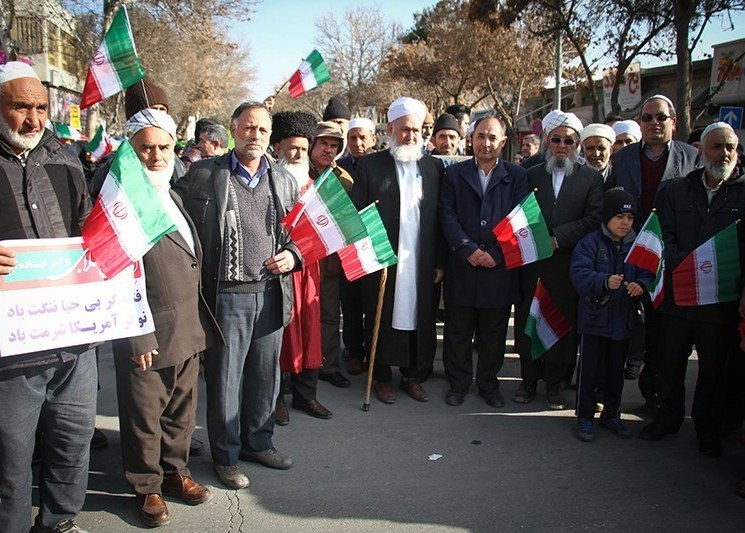
المسلمون السنة من مدينة بجنورد يشاركون في مسيرات 22 بهمن

مظاهرات 22 بهمن أو الذكرى السنوية للثورة الإسلامية هي مظاهرات تطلقها الشعب الإيراني كل عام بمناسبة ذكرى انتصار الثورة وإسقاط النظام الملكي في إيران في 11 فبراير عام 1979. تقام هذه المظاهرات في إيران في 11 شباط / فبراير لکل سنة ويحتفل ب ذكرى انتصار الثورة في جميع أنحاء البلد وکذلک البعثات والسفارات الإيرانية في البلدان المختلفة أرجاء العالم. المسيرات في مدينة طهران تسير نحو ساحة آزادي بمعنی «ساحة الحرية» والتي تعتبر رمز الثورة الإسلامية  وتختم بخطاب رئيس الجمهورية الإيرانية. ويقام هذا الاحتفال السياسي في اليوم الأخير من عشرة الفجر.
كذلك في مساء يوم 10 فبراير لكل سنة يردّد الناس هتافات الله أكبر على أسطح المنازل متذكرين هتافات الله أكبر في عام 1979 ويتم إضاءة سماء جميع مراكز المحافظات والمدن والقرى في البلاد بألعاب نارية.

## خلفية
كان روح الله الخميني يقود ثورة الشعب الإيرانى من مقر إقامته بضاحية نوفل لوشاتو غرب العاصمة الفرنسية باريس، ضد حكم الشاه محمد رضا بهلوى، وبلغت الثورة ذروتها بإجبارها «الشاه» على مغادرة البلاد يوم 17 يناير 1979 إلى مدينة أسوان جنوب مصر. كان الوضع في إيران يزداد فوضى بعد رحيل الشاه، وجنرالات الجيش الإيرانى المؤيدين لـ«بختيار» لا يعرفون ماذا يفعلون لمنع تنفيذ الخمينى تهديده بالعودة حتى خطر لهم غلق المطارات بدءا من يوم 25 يناير 1979. وبما أن المطارات الإيرانية كان لابد من فتحها في 30 يناير لأن إغلاقها المستمر سيؤدى إلى إيقاف الحركة التجارية للبلاد فقد تحدد أول فبراير 1979 موعدا لعودة آية الله الخميني. دخل آية الله روح الله الخميني، مؤسس الجمهورية الإسلامية في طهران في 1 شباط / فبراير 1979، فقد أقام الانتفاضة في كل مكان في إيران الذي نتج عن الانتصار في اليوم العاشر.
لقد حدثت الثورة الإيرانية في 22 شباط / فبراير 1979 بمشاركة مجموعات مختلفة من الناس. وانتهت سلالة بهلوي رسميا، وأخيرا تم إعداد الظروف لتشكيل الجمهورية الإسلامية بقيادة رجل الدين آية الله روح الله الخميني. كان للفكر والشخصيات الإسلامية دور هام في الثورة المناهضة للملكية، ووصفها الخميني بأنها ثورة.

### حدث
في 22 فبراير 1979، بعد انتصار الثورة الإيرانية، سار مئات الأفراد العسكريين ورجال الشرطة نحو برج آزادي وكان أحد مطالبهم هو عدم الاعتماد على الولايات المتحدة والاتحاد السوفياتي كقوة مهيمنة في ذلك الوقت.

## فعالیات

### داخلية
تشهد المراسم الاحتفالات في طهران فعاليات مختلفة منها القفز بالمضلات ونثر الورود على المشاركين في المسيرات التي تنطلق بمناسبة احياء ذكرى انتصار الثورة الإسلامية الإيرانية. کذلك ينظم آلاف من التلاميذ من قوات التعبئة الشعبية وعلى شكل فرق متفرفة، ويقومون باجراء أناشيد جماعية ثورية في مراسم مسيرات الثاني والعشرين من بهمن.
ويقوم سفراء الدول الأجنبية المقيمين في طهران ورؤساء البعثات الدبلوماسية بتقديم التهاني إلی الرئيس الإيراني والمسئوليين الإيرانيين بذكرى انتصار الثورة الإسلامية في إيران إما بحضور في مراسم ذكرى انتصار الثورة الإسلامية. أو عبر رسالات موجهة إلی رئيس الجمهورية الإسلامية في إيران.

### خارجية
وفي کل سنة وتزامنا مع ذکری انتصار الثورة الإسلامية تقدم مجموعة من الفرق الثقافية والفنية في 80 ممثلية من ممثليات الجمهورية الإسلامية الإيرانية خارج البلاد وفي 60 بلدا مراسم خاصة بمناسبة انتصار الثورة الإسلامية.
كذلك تقام في العديد من دول العالم مراسم ذكرى انتصار الثورة الإسلامية بحضور رسمي وشعبي في هذه الدول مثل العراق ولبنان وتركيا وماليزيا وأفغانستان والكويت وأندونيسيا وقبرس وتونس وسوريا وأستراليا والجزائر وأذربيجان

## هتافات
يرفع المتظاهرون خلال المسيرات شعارات الحرية والاستقلال لايران والموت للاستعمار ويؤكدون على التمسك بأهداف الثورة الإسلامية، ويدعون إلى الوحدة بين المسلمين والالتفات إلى العدو الحقيقي. فترفع شعارات "الموت لأمريكا" و«الموت لاسرائيل»، و«أمريكا لا يسعها أن تسيء لأحد». كما يجدد المتظاهرون في شعاراتهم البيعة والولاء للولي الفقيه عبر شعارات «لبيك يا خامنئي».=«الوفاق» /> 

## مشارکون
الشعب الإيراني بجميع الأطياف والانتمائات السياسية والدينية والمذهبية هم المشارکون الرئيسيون في هذه المظاهرات حيث وتعتبر الذكرى السنوية للثورة الإسلامية احتفالا سياسيا. ويشارك في هذه المسيرات كبار المسؤولين الإيرانيين، ويردد المتظاهرون شعارات تؤكد تمسكهم بأهداف ومبادئ الثورة الإسلامية داعين إلى الوحدة بين المسلمين. كذلك يشارك مئات الضيوف الأجانب من عشرات الدول في مسيرات انتصار الثورة الإسلامية فيما يغطّى مئات المراسلين الأجانب والمحليين مسيرات العاصمة طهران ويقوم آلاف المراسلين والمصورين بمهمة تغطية المراسم في سائر المحافظات الأخرى بالبلاد.

## على مر الزمن

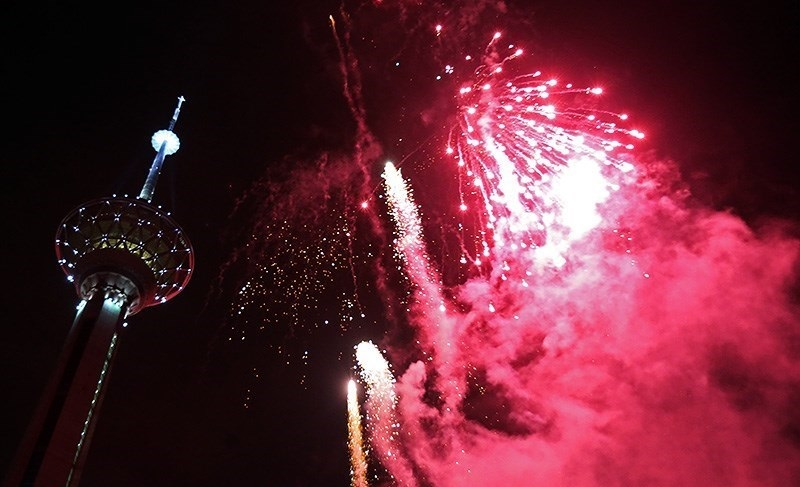
الألعاب النارية في طهران للاحتفال بالذكرى الثورة

### 2015مـ
شهدت مراسم الاحتفالات في طهران في عام 2015مـ فعاليات مختلفة منها القفز بالمظلات، وكذلك نثر الورود على المشاركين في المسيرات المليونية، وشارك نحو 400 ضيف أجنبي من 30 بلداً في المسيرات، فيما غطى أكثر من 265 مراسلاً وصحفياً أجنبياً وألف و500 مراسل ومصور محلي مسيرات طهران، كما قام أكثر من ألفين و800 مراسل ومصور بمهمة تغطية المراسم في سائر المحافظات الأخرى بالبلاد.
انظم هذه السنة 600 ألف من التلاميذ في قوات التعبئة الشعبية وعلى شكل فرق متفرفة، أجروا مراسم تقديم أناشيد ثورية في مراسم مسيرات الثاني والعشرين من بهمن كما شارك نحو 1375 طالبا في مراكز المحافظات والمدن الأخرى في حين شارك مجموعة مكونة من 22 ألف شخص في طهران بتقديم نشيد جماعي ثوري رائع.

### 2016مـ
في الذكرى ال37 للثورة، شارك أربعمائة وخمسون ضيف من 28 دولة في العالم والضيوف الخاصين يشمل العلماء والسياسيين للدول الأوروبية المؤثرة، بما في ذلك ألمانيا، فرنسا، إسبانيا، بلجيكا، كرواتيا وهولندا، وكذلك أمريكا وأفريقيا. وتمت تغطية هذا الحدث بواسطة أكثر من 5200 مصور فوتوغرافي وتلفيزيوني، بما في ذلك 2000 مصور وصحفي محلي و 280 صحفي أجنبي في طهران وأكثر من 3000 في جميع المدن الإيرانية الأخرى.

### 2017مـ

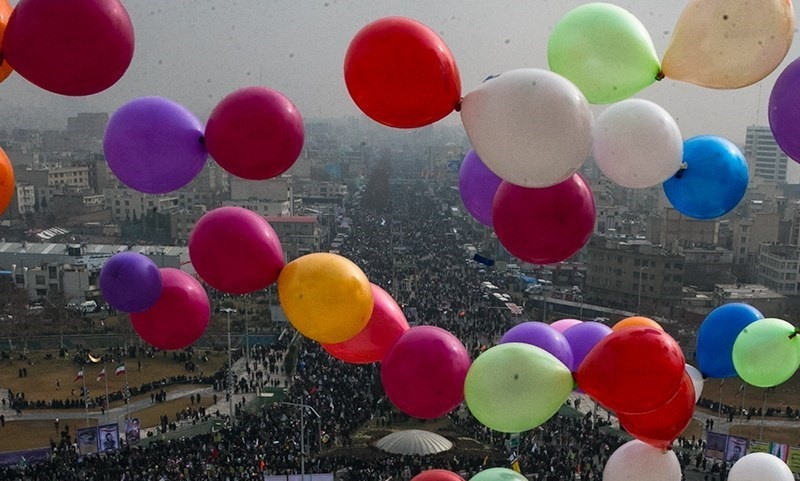
مسيرة 22 بهمن 2017 من علی برج آزادي

وفي سنة 2017مـ كان العلم الإيراني والعديد من الملصقات مع الشعارات الثورية مشهودة بين المسيرات. فرفع المتظاهرون خلال المسيرات شعارات «الموت لاميركا» و«الموت لاسرائيل»، وأخرى منددة بالرئيس الأميركي دونالد ترامب وتهديداته لإيران. أيضا باعتبار الحواس المعادية للولايات المتحدة، كان هناك علم الولايات المتحدة وصور من الرؤساء الأمريكيين الحاليين والسابقين. عرض علاقات الإيرانيين غير القابلة للكسر مع المرشد الأعلى والجمهورية الإسلامية، کانت القضية التي طلبتها الشخصيات الدينية والسياسية البارزة من الإيرانيين للمشاركة في المسيرة. فشدّد عدد من مراجع التقليد وأساتذة الحوزات العلمية في مدينة قم على أهمية المشاركة في مسيرات هذا العام حيث اعتبروا أن هذه المسيرات تظهر الانسجام الواضح للشعب مقابل أعداءه. بين المسؤولين الإيرانيين الذين انضموا إلى المسيرة قاسم سليماني، قائد قوة القدس.

### 2018مـ
إنطلقت المسيرات المليونية احتفالا بالذكرى الـ 39 لانتصار الثورة الإسلامية الإيرانية في إيران في تمام الساعة 09:00 بحسب التوقيت المحلي بالشوارع والميادين العامة في أكثر من ألف مدينة وقضاء وناحية فضلا عن أكثر من 4 آلاف قرية، وبمشاركة كبار المسؤولين الإيرانيين والشخصيات الدينية وسفراء الدول الاجنبية والملحقيات العسكرية للدول الأجنبية في طهران. إعلاميًّا غطي الاحتفالات ما يربو عن 6000 مصور وصحفي محلي و250 صحفيا أجنبيًا يمثلون 71 وسيلة إعلام إقليمية ودولية تابعة لـ24 بلدا في العالم.
وكان مراجع الدين نوري الهمداني ومكارم الشيرازي وجوادي آملي والسبحاني وعلوي جرجاني وآخرون من العلماء قد دعوا مختلف شرائح الشعب الإيراني إلى المشاركة الواسعة في مسيرات الذكرى السنوية التاسعة والثلاثين لانتصار الثورة الإسلامية، وإعلان الدعم الشامل للنظام الإسلامي في مواجهة الاستكبار العالمي.
كما أن علماء الدين من أهل السنة في أنحاء إيران، دعوا الشعب الإيراني إلى المشاركة الواسعة في مسيرات ذكرى انتصار الثورة الإسلامية.
وتهنئة بمناسبة الذكرى الـ39 لانتصار الثورة الإسلامية في إيران، بعث كل من الملك الأردني عبد الله الثاني وعبد الله بن حمد آل ثاني نائب أمير قطر، وعبد الله بن ناصر بن خليفة آل ثاني رئيس مجلس الوزراء القطري ووزير الداخلية وكذلك أمير الكويت الشيخ صباح الأحمد الصباح وولي العهد الكويتي الشيخ نواف الأحمد الجابر الصباح والشيخ جابر مبارك الحمد الصباح رئيس مجلس الوزراء الكويتي ببرقيات تهنئة للرئيس الإيراني حسن روحاني معربين عن تمنياتهم للرئيس روحاني دوام الصحة والعافية، وللشعب الإيراني المزيد من التقدم والازدهار.
واستعرضت القوة الجوفضائية لحرس الثورة الإسلامية صاروخين باليستيين بعيدي المدى من طراز «قدر F» أمام المشاركين في المسيرة. كما أنه تمّ عرض صاروخ فجر 5 الإيراني خلال المسيرات في طهران والذي أطلقته المقاومة الفلسطينية على تل أبيب خلال حرب شنها الجيش الإسرائيلي على قطاع غزة في عام 2012.
بعد انتهاء المسيرات، أعرب المرشد الأعلى للثورة الإسلامية علي الخامنئي في بيان عن شكره للشعب الإيراني على مشاركته الملحمية في مسيرات الذكرى 39 لانتصار الثورة الإسلامية في إيران قائلًا «إن عظمة مسيراتكم اليوم كان من وجهة نظر المراقبين الدقيقين أكبر حضورٌا وأكثر ملحمية قياسٌا بالأعوام الماضية».
وتابع «إن حضوركم كان ردًّا حاسمًا وقاصمًا للأجانب والأعداء وضعيفي الوفاء... وبرهنتم عمليًا لهم أن الثورة حية ومفعمة بالحيوية وأثبتم التزامكم بمبادئ الإمام الراحل عبر شعاراتكم وحضوركم الواسع وهتافاتكم العالية».

#### بيان ختامي
وأكد المشاركون عبر البيان الختامي الذي صدر في ختام المسيرات تمسكهم بمبادئ الثورة الإسلامية ومقاومة المخططات المعادية التي تستهدف المنطقة. وشدّدوا على دعمهم لوحدة العالم الإسلامي وللحركات التحررية في المنطقة ولا سيما فلسطين. كما ندّد المشاركون بشدة بقرار الرئيس الأمريكي دونالد ترامب الاعتراف بالقدس عاصمة للكيان الإسرائيلي وبالجرائم التي يرتكبها نظام آل سعود في اليمن والبحرين. وعبر المشاركون عن دعمهم للنجاحات التي تحققها إيران ولا سيما في مجال العلم والتقنية والصناعات الدفاعية والصاروخية مطالبين بالالتزام بتحقيق الاقتصاد المقاوم واتخاذ المواقف اللازمة للحفاظ على الحقوق الوطنية والتصدي لكل المؤامرات.

## معرض الصور

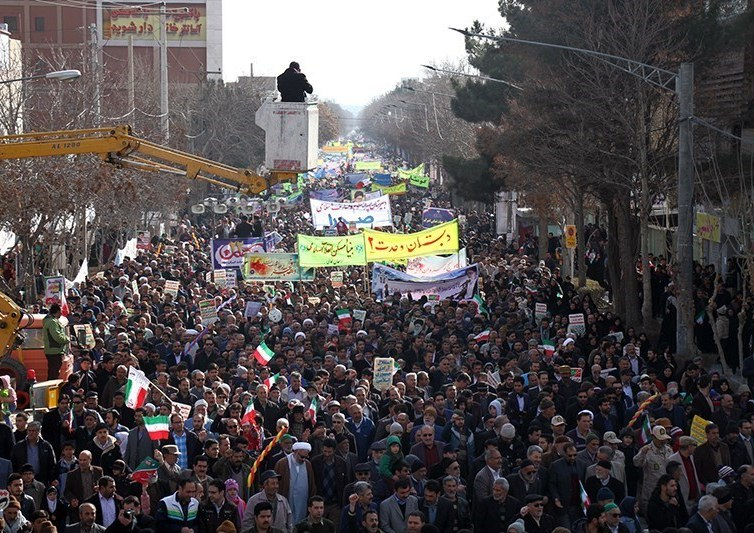
مسيرة 22 بهمن في مدينة بجنورد
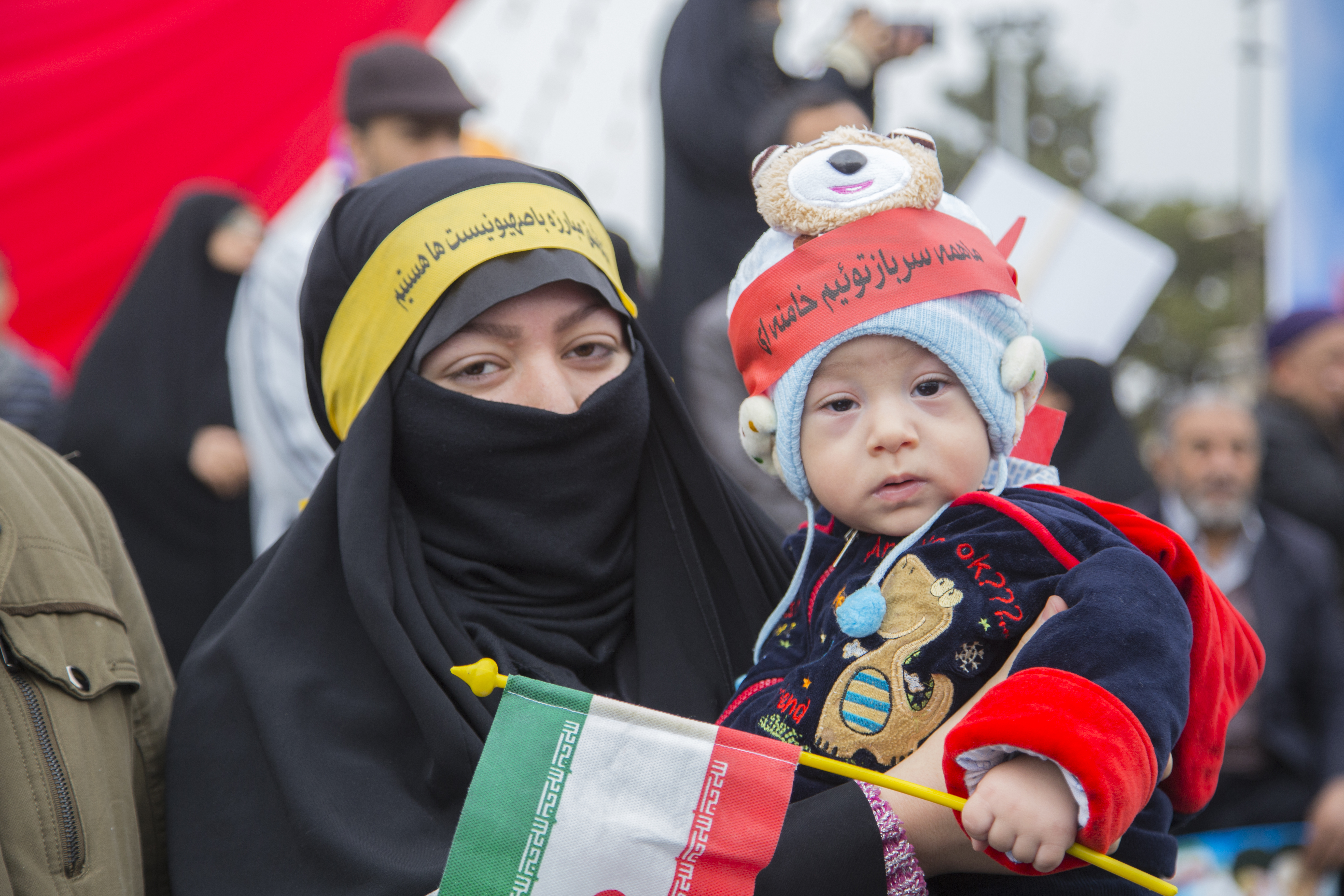
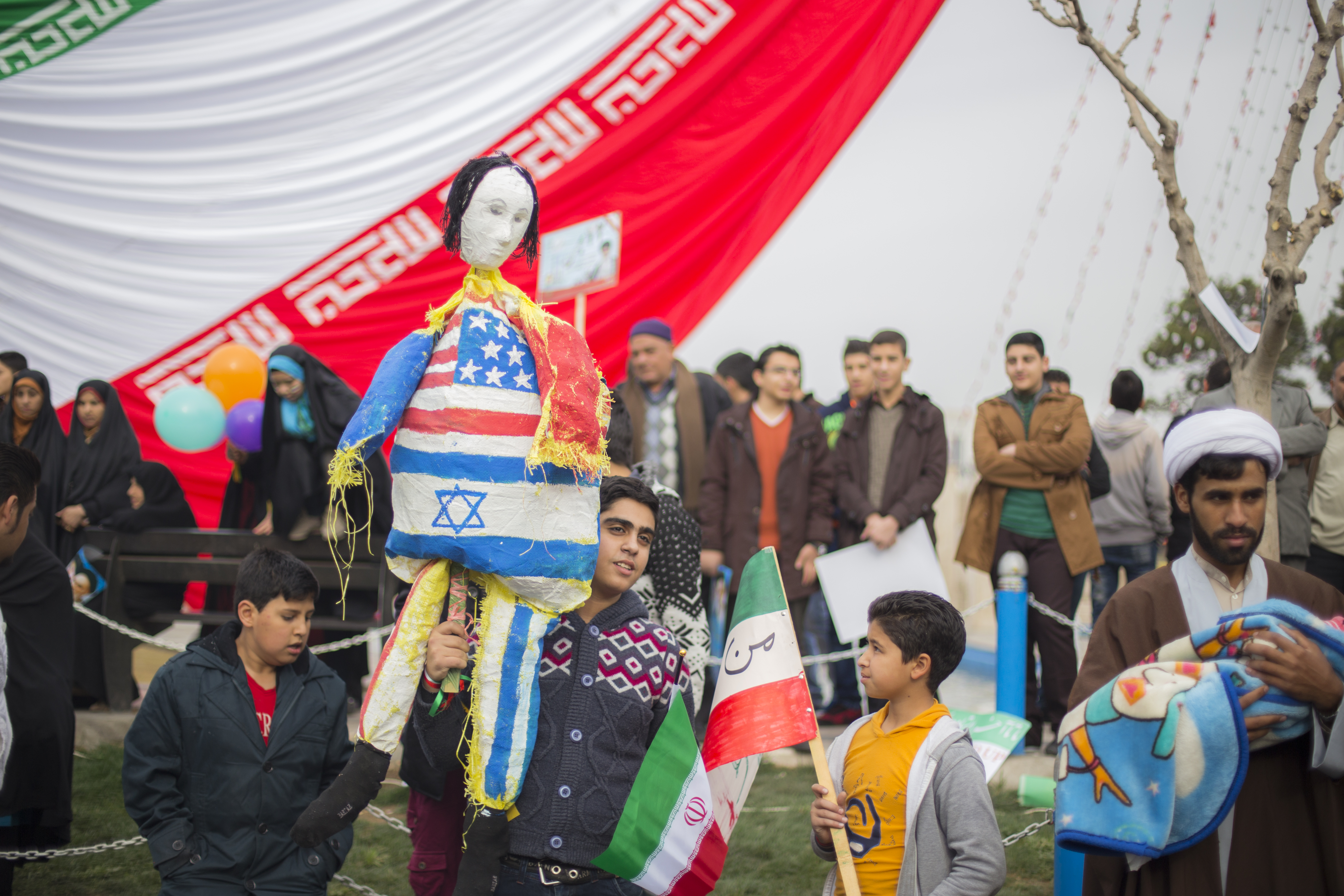
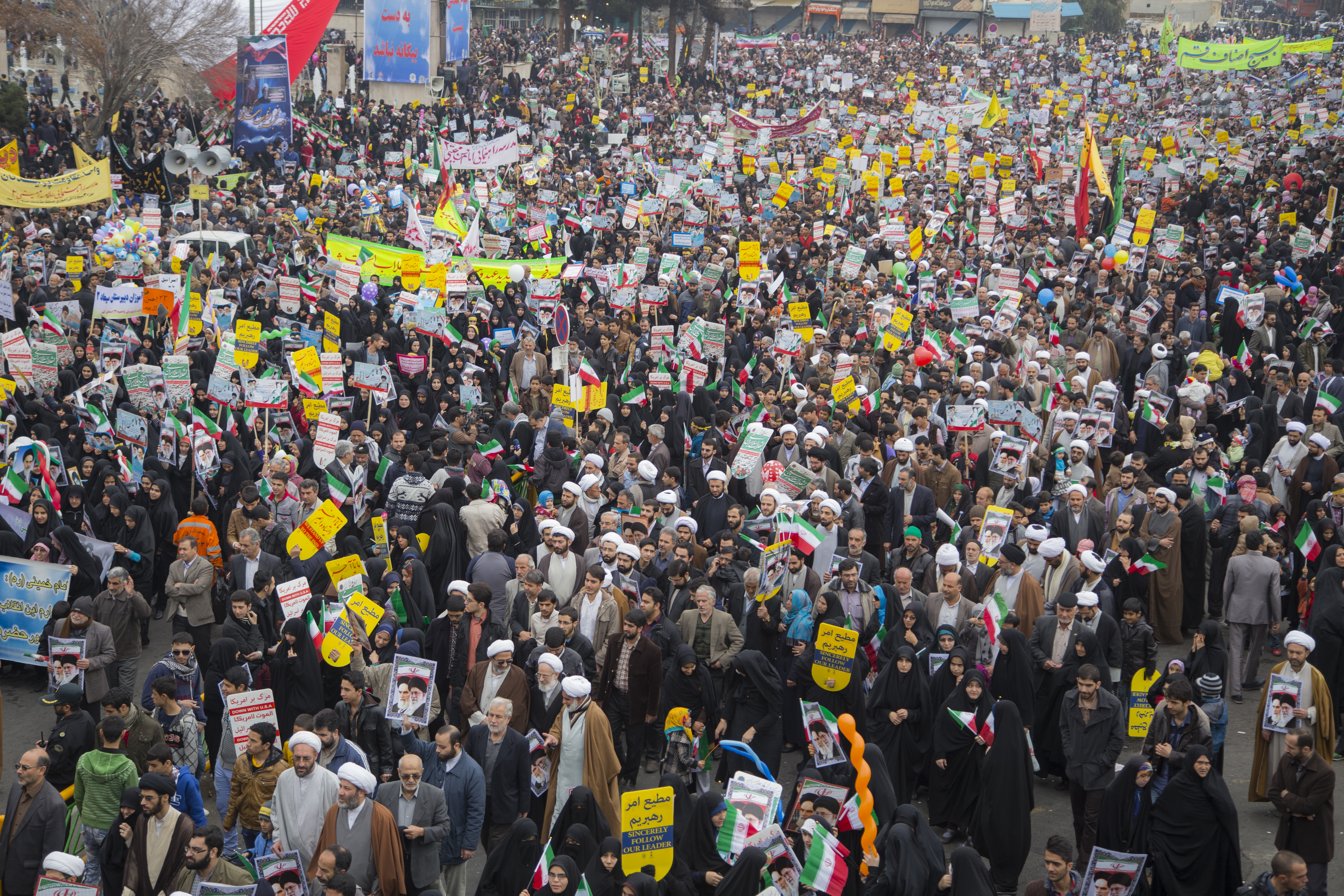
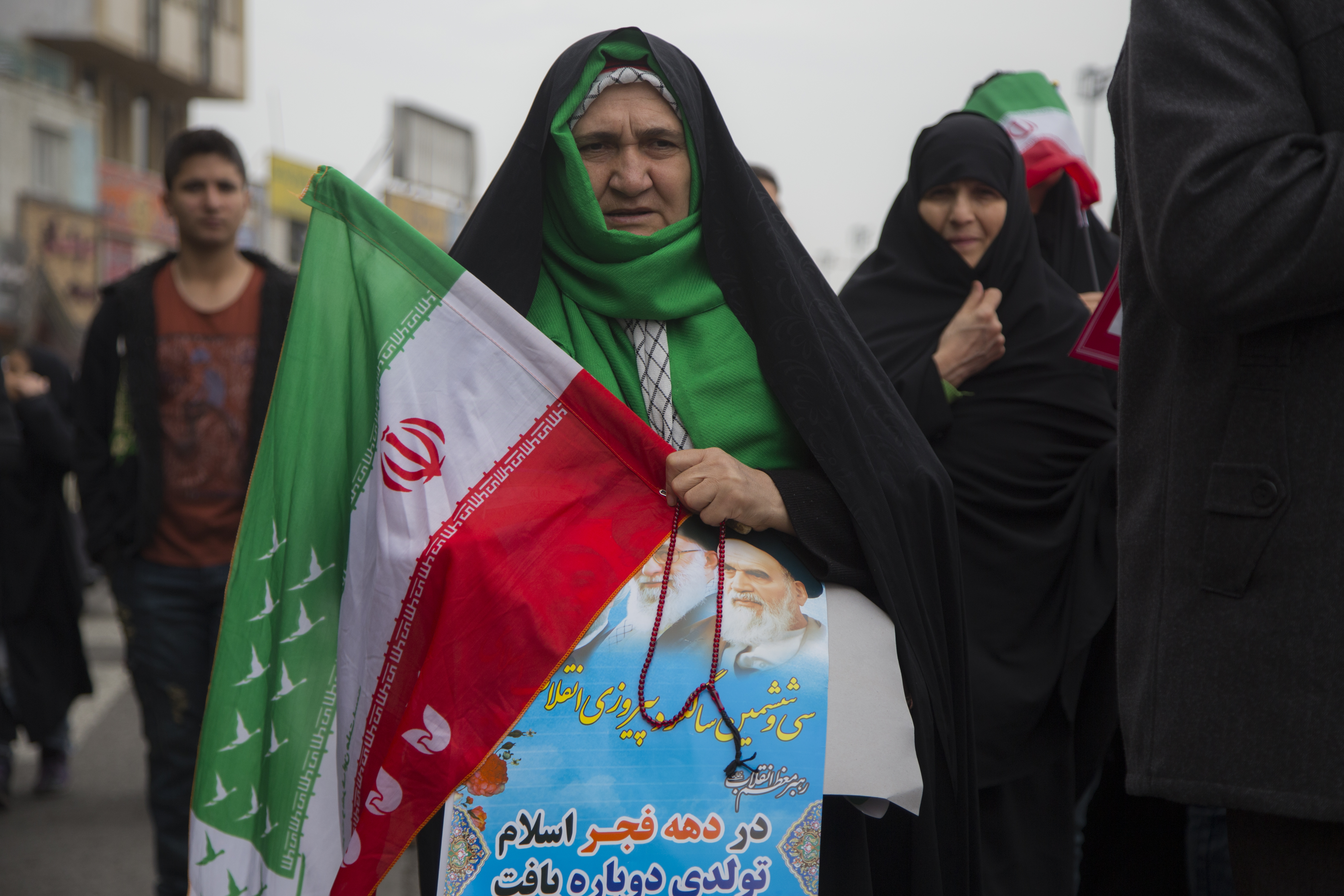
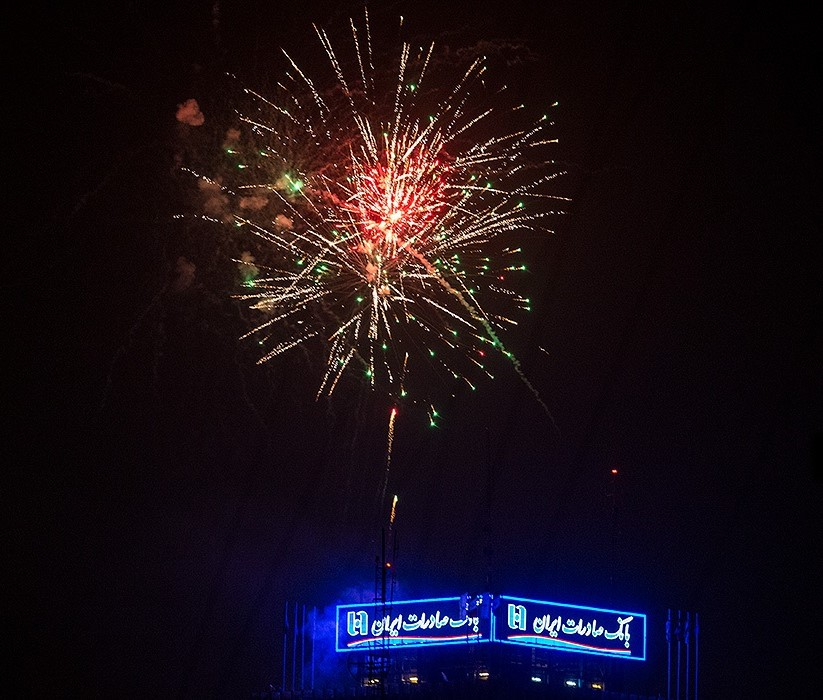
ألعاب نارية في طهران - 10 فبراير 2018
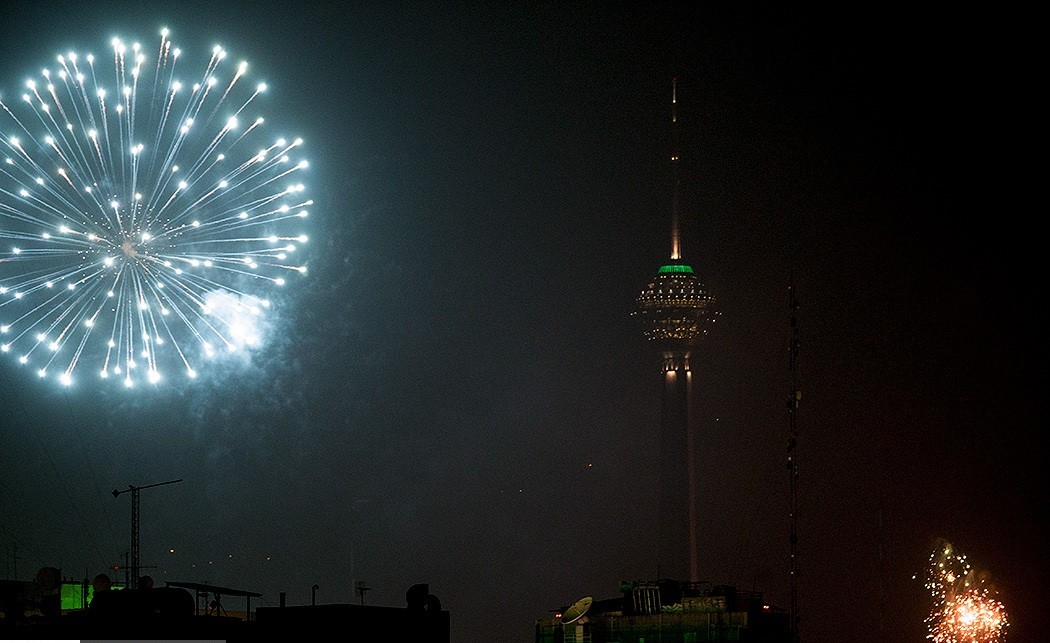
ألعاب نارية في طهران - 10 فبراير 2018
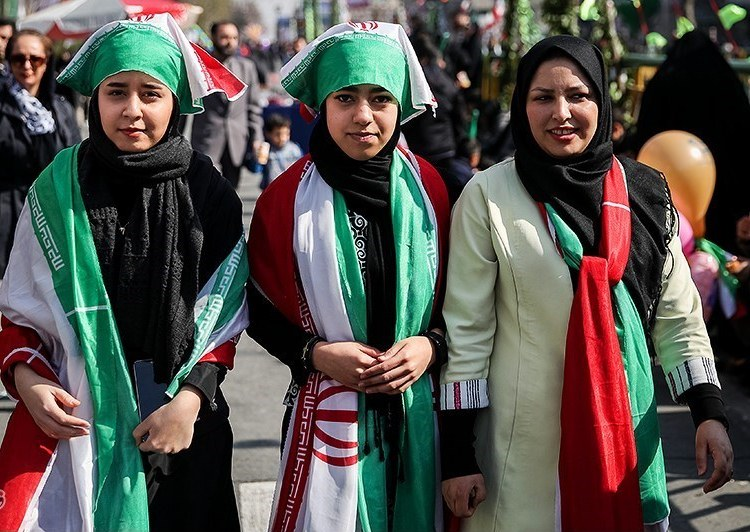
حضور نساء طهران في مسيرة يوم 22 بهمن
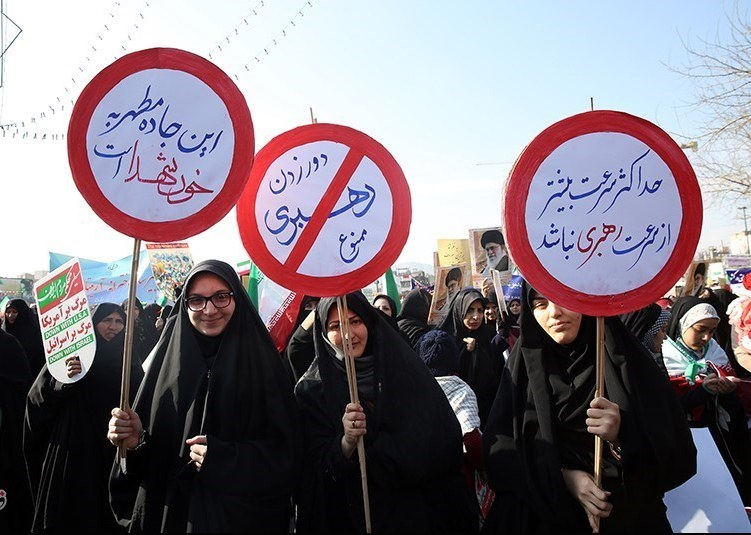
حضور نساء مشهد في مسيرة 22 بهمن
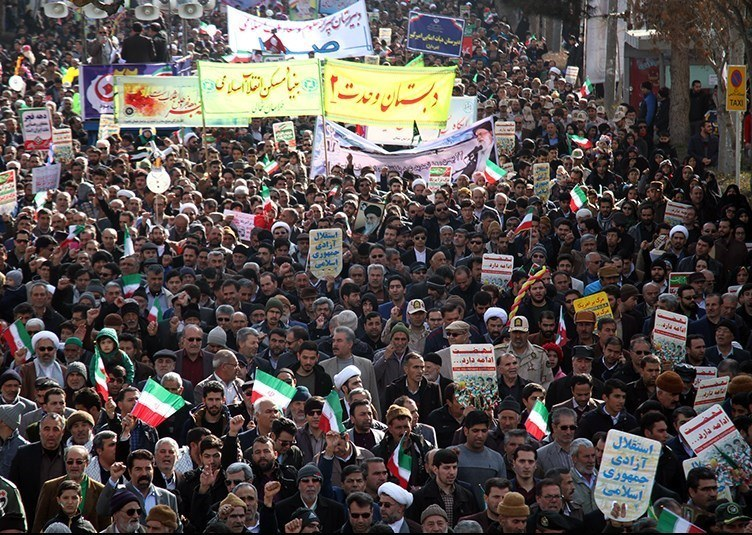
مظاهرات 22 بهمن أو الذكرى السنوية للثورة الإسلامية
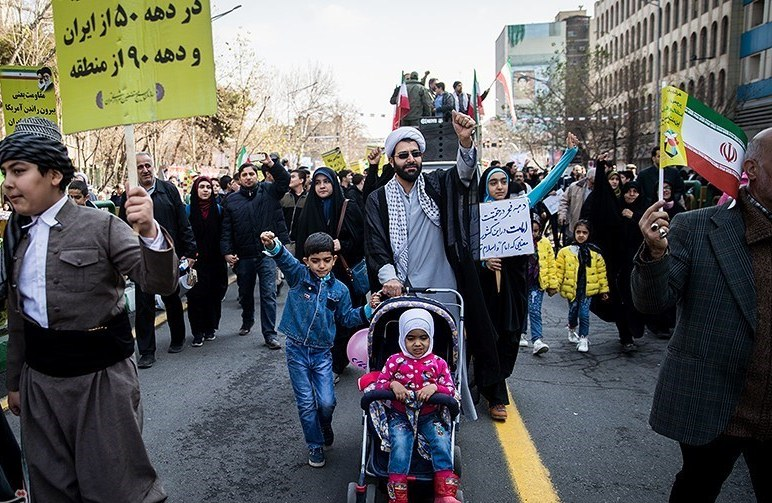
ومسيرة يوم 22 بهمن
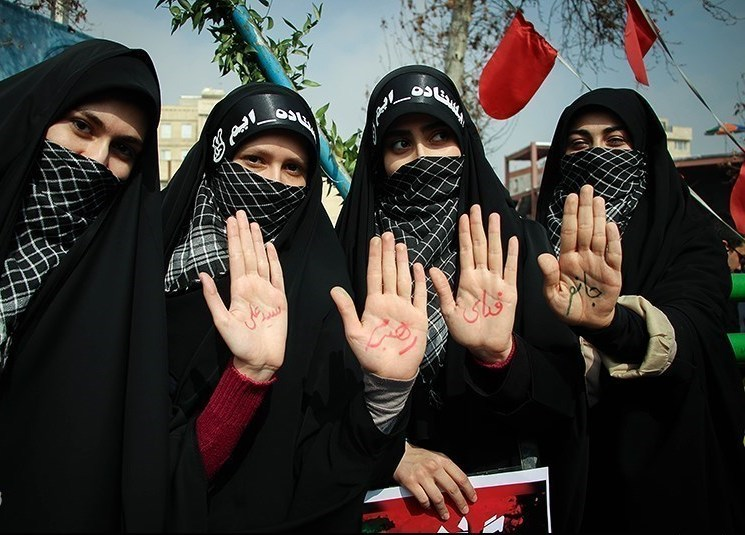
مظاهرات 22 بهمن أو الذكرى السنوية للثورة الإسلامية
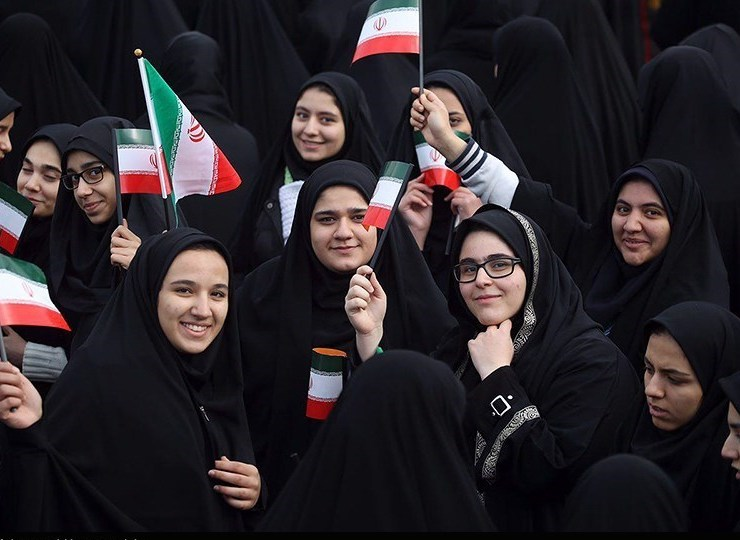
الذكرى السنوية للثورة الإسلامية
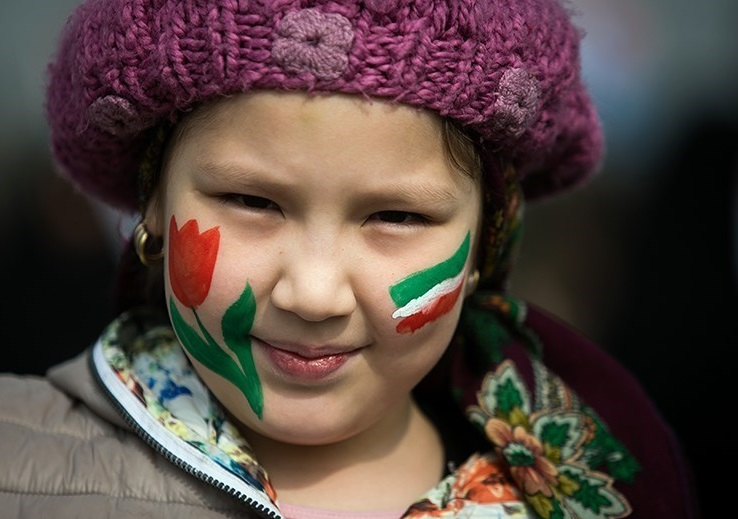
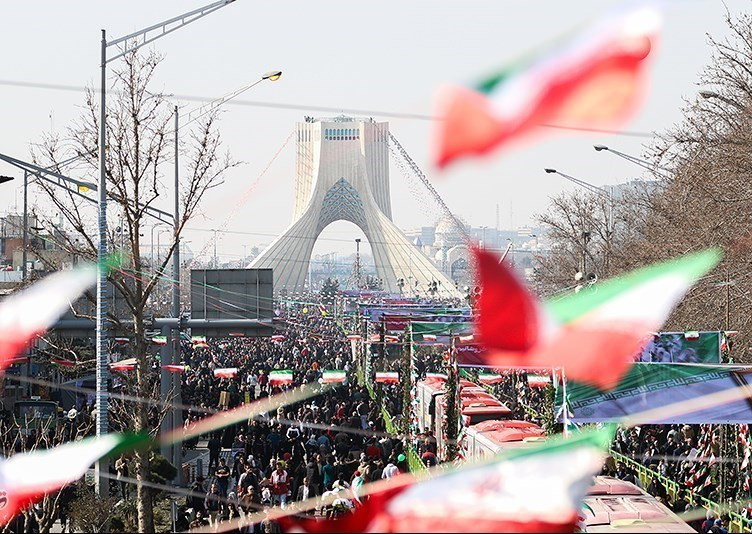